# 2386 Nikonov
2386 Nikonov (1974 SN1) là một tiểu hành tinh vành đai chính được phát hiện ngày 19 tháng 9 năm 1974 bởi L. Chernykh ở Nauchnyj.